# Kasteel van Beersel
Het Kasteel van Beersel is een kasteel in de gemeente Beersel, in de Belgische provincie Vlaams-Brabant.

## Geschiedenis
De heren van Beersel bezaten in dit gebied een allodium en een klein leengoed, dat aan verschillende geslachten heeft toebehoord. De eerste bekende heer van Beersel was Godfried van Hellebeke, seneschalk van het hertogdom Brabant, een functie die de Beerselse slotheren zullen blijven behouden. Hij bezat er ca. 1312 reeds een burcht. In 1391 verkreeg Jan II van Witthem (1340-1405), seneschalk onder hertogin Johanna van Brabant en haar echtgenoot Wenceslas van Luxemburg, de erkenning van zijn heerlijke rechten over Brussel en omgeving. Met de hulp van een Brusselse volksmilitie slaagde hij erin het naburige kasteel van Gaasbeek, waar de moordenaars van Everaard t'Serclaes zich verscholen hadden, in te nemen. Zijn nakomelingen zullen zeven generaties lang, tot het einde van de 16e eeuw, burchtheren blijven.
Onder Hendrik III van Wittem (achterkleinzoon van Jan II) werd het kasteel ingenomen door een troepenmacht uit Brussel, dat in opstand was gekomen tegen Maximiliaan van Oostenrijk. De woedende Brusselaars verwoestten in 1488 de stadswoning van Hendrik in de Voldersstraat, en trokken toen, onder leiding van Filips van Kleef, met zwaar geschut naar Beersel. De burcht werd verdedigd door Hendriks zoon Filips van Wittem, aanvankelijk met succes. Omdat overvallen de bevoorrading van de stad in de war bleven sturen, sloegen ze in 1489 opnieuw het beleg. Bij deze tweede poging werd het kasteel door beschietingen zwaar beschadigd, en moest het garnizoen zich overgeven. De kapitein, Willem van Ramilly, werd met enkele soldaten opgehangen op de Brusselse Grote Markt. Niet veel later kwam Maximiliaan Brussel belegeren, dat door uitputting en pest moest capituleren. De Vrede van Danebroek verplichtte de Brusselaars tot schadevergoeding om het huis van Hendrik terug op te bouwen en het kasteel van Beersel te herstellen.
Uit dank voor zijn trouw werd burchtheer Hendrik van Wittem op 26 mei 1491 verheven tot ridder in de Orde van het Gulden Vlies, en later tot kamerheer van keizer Karel V. Hij werd zo een van de machtigste heren van zijn tijd. Hij overleed in 1515. Zijn zoon Filips († 1523) volgde hem op. Toen Filips’ kleinzoon Jan II in 1591 overleed, verdween de laatste mannelijke erfgenaam van het geslacht van Wittem.
Door het huwelijk van zijn dochter Ernestina ging het kasteel en de heerlijkheid over in de handen van de hertogen van Arenberg. Door verwaarlozing raakte het kasteel in verval naar het einde van de 18e eeuw. Onder koning Willem I werd het tijdelijk in gebruik genomen als katoenweverij (1818), maar de onderneming kende weinig succes. Ten slotte werd het gedeeltelijk afgebroken en verder aan het verval overgelaten.
In 1877 bezocht Victor Hugo het kasteel van Beersel. Hij maakte er voor zover bekend geen schets of tekening, zoals hij  gewoon was, maar schreef er wel een kort gedicht over. Hij zou het staand in de zaal op de eerste verdieping waar zich ooit het bedieningsmechanisme van het valhek bevond hebben opgetekend:
Il gît là dans le val, le manoir solitaire; / Le moindre bruit s'est tu sous ses mornes arceaux / Et chaque heure du jour voit tomber une pierre de ses sombres créneaux. / Le corbeau s'est logé dans ses antiques salles, / La chouette y redit sa plainte tous les soirs / Et le brin d'herbe entre les froides dalles de ses vastes couloirs.
(Daar in de vallei ligt het eenzame landhuis; / Het minste geluid zwijgt onder zijn sombere bogen / En elk uur van de dag valt er een steen van zijn donkere kantelen; / De raaf heeft zich in zijn oude zalen genesteld, / De uil herhaalt er elke avond zijn klacht / En de grasspriet tussen de koude platen van zijn uitgestrekte gangen).

## Restauratie
Na het verval van de 19e eeuw werd besloten om het kasteel te restaureren, met historische verantwoording. In 1928 besluiten graaf en gravin Guillaume Hemicourt de Grunne het Kasteel te schenken aan de "Vrienden van het Kasteel van Beersel". Een grondige restauratie wist een van de zuiverste voorbeelden van laat-middeleeuwse militaire architectuur van de ondergang te redden. Onder de leiding van Raymond Pelgrims de Bigard werden de werken al snel aangevat. Hij werd daarin bijgestaan door Broeder Herman, leraar aan de Sint-Lucasschool, en architect Ignace Van den Hulst.
De burcht is sinds 1948 eigendom van de Koninklijke Vereniging der Historische Woonsteden en Tuinen van België die haar ter beschikking stelt van de gemeente Beersel. Na jaren van planning werd in 2008 een nieuwe restauratie ingeluid door een archeologisch onderzoek. De tweede fase kan van start gaan na groen licht van de Vlaamse regering over het subsidiedossier in maart 2011.

## Architectuur
Het hedendaags uitzicht dateert van de 15e eeuw. Dit kasteel werd nooit tot lustslot verbouwd, zoals andere kastelen. Hierdoor is dit een fraai voorbeeld van een versterkte burcht.
De oudste gedeelten van de burcht stammen uit het begin van de 14e eeuw, er worden twee bouwperiodes onderscheiden. Deze zijn te situeren in de 14e en de 15e eeuw. De verfraaiing uit witte zandsteen is 15e-eeuws. Zoals de meeste burchten heeft Beersel een hoop architectonische elementen die zijn verdediging moeten verbeteren. De ophaalbrug heeft een werkend mechanisme, daterend uit de late middeleeuwen. Echter ontbreekt de klassieke donjon, die standaard is bij andere bekende burchten. De drie halfronde woontorens van 1617, in de middelste toren is de ridderzaal, met een gotisch gewelf uit de 15e eeuw. Het geheel is versierd met de bruine en grijze zandsteen van de streek. Oorspronkelijk was er ook een wachttoren, die verdwenen is. Er was tevens vroeger een kapel en een keuken.
Het onderhoud gebeurde door de bewoners, maar in de 19e eeuw was de situatie rampzalig. Door het gebrek aan herstellingen verviel het kasteel, en alle daken vielen in.
De burcht ligt aan de voet van de heuvel waarop het dorp gebouwd is, iets hoger dan de beemden van de Zenne.
Het kasteel is voorzien van een brede slotgracht en stevige weermuren die opgetrokken zijn uit ter plaatse gebakken baksteen.

## Trivia
- Het verhaal De schat van Beersel uit de Suske en Wiske-reeks speelt zich af in het kasteel van Beersel in het jaar 1489.
- Victor Hugo schreef in het kasteel van Beersel het gedicht Il gît là dans le val, le château solitaire.
- De Belgische metalband Theudho nam in januari 2007 een videoclip voor het nummer "Uttergälden" op in het kasteel van Beersel.
- Ook werd er een scène van "De leeuw van Vlaanderen" opgenomen, onder regie van Hugo Claus(1984).

## Externe links

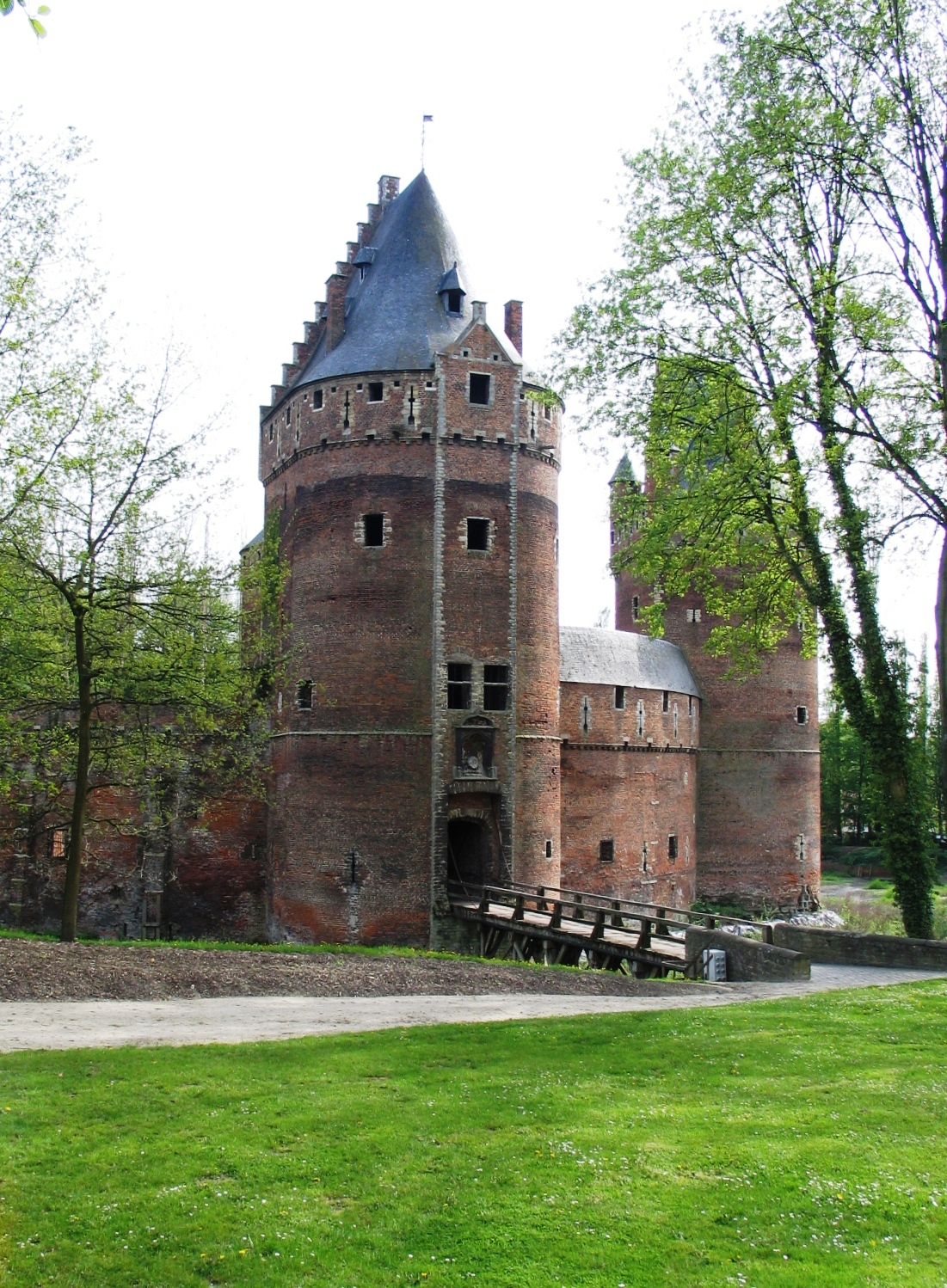
Brug over de drooggelegde slotgracht
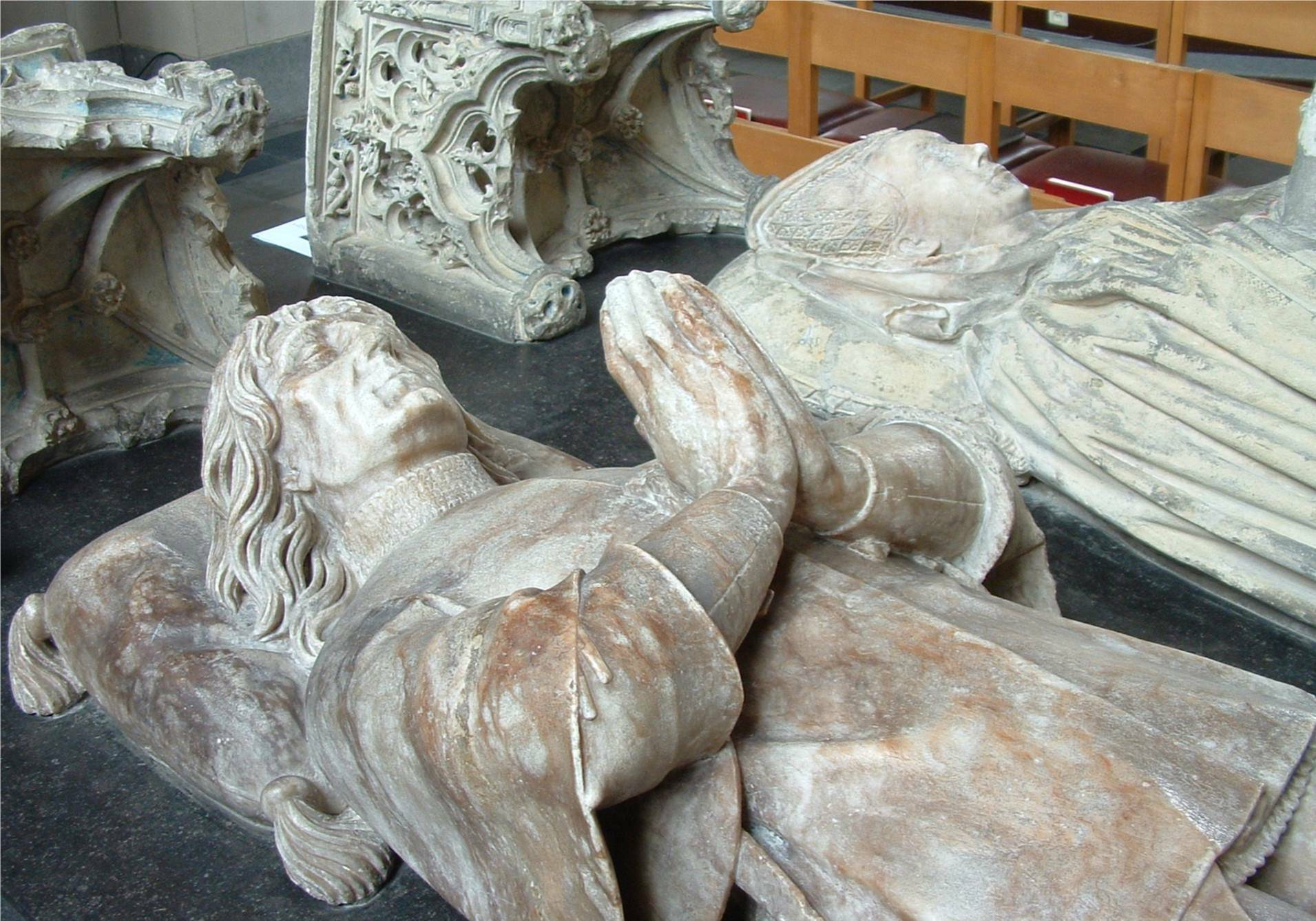
Albasten beelden van Hendrik II van Witthem († 1454) en zijn echtgenote Jacoba van Glimes; Hendrik III liet dit grafmonument voor zijn ouders oprichten in de Sint-Lambertuskerk van Beersel ...